# Cite (equip ciclista)
L'equip Cite va ser un equip ciclista italià, de ciclisme en ruta que va competir de 1963 a 1964.

## Principals resultats
- Coppa Agostoni: Jaume Alomar (1963)
- Trofeu Masferrer: Jaume Alomar (1964)

### A les grans voltes
- Giro d'Itàlia
  - 2 participacions (1963, 1964)
  - 2 victòries d'etapa:
    - 1 el 1963: Jaume Alomar
    - 1 el 1964: Pietro Zoppas

  - 0 classificació finals:
  - 0 classificacions secundàries:

- Tour de França
  - 0 participacions

- Volta a Espanya
  - 0 participacions